# Orakzai (Distrikt)
Der Distrikt Orakzai ist ein Verwaltungsdistrikt in Pakistan in der Provinz Khyber Pakhtunkhwa. Sitz der Distriktverwaltung sind die Siedlungen Ghiljo Bazar und Kalaya. 
Der Distrikt hat eine Fläche von 1538 km² und nach der Volkszählung von 2017 254.356 Einwohner. Die Bevölkerungsdichte beträgt 165 Einwohner/km².
Orakzai ist eine Hochburg der Tehrik-i-Taliban Pakistan. Seit 2010 finden Kämpfe mit der Pakistanischen Armee statt.

## Geografie
Der Distrikt befindet sich im mittleren Teil der Provinz Khyber Pakhtunkhwa, die sich im Norden von Pakistan befindet. 

## Geschichte
Das Gebiet gehörte ab 1973 zu den Stammesgebieten unter Bundesverwaltung. 2018 wurden die Stammesgebiete aufgelöst und Orakzai wurde als Distrikt Teil der Provinz Khyber Pakhtunkhwa.

## Demografie
Zwischen 1998 und 2017 wuchs die Bevölkerung um jährlich 0,64 %. Die Bevölkerung lebt vollständig in ländlichen Regionen und es gibt keine Städte. Das Geschlechterverhältnis liegt bei 100,5 Männer pro 100 Frauen und ergibt damit einen für Pakistan häufigen Männerüberschuss. Im Distrikt wird vorwiegend die Sprache Paschto gesprochen. Die Bevölkerung gehört dem Stamm der Orakzai an.
| Jahr | Einwohnerzahl |
| ---- | ------------- |
| 1972 | 283.557       |
| 1981 | 358.751       |
| 1998 | 225.441       |
| 2017 | 254.356       |

## Wirtschaft
Lebensgrundlage für den größten Teil der Bevölkerung ist die Landwirtschaft, welche auf Subsistenzlevel betrieben wird.

## Galerie

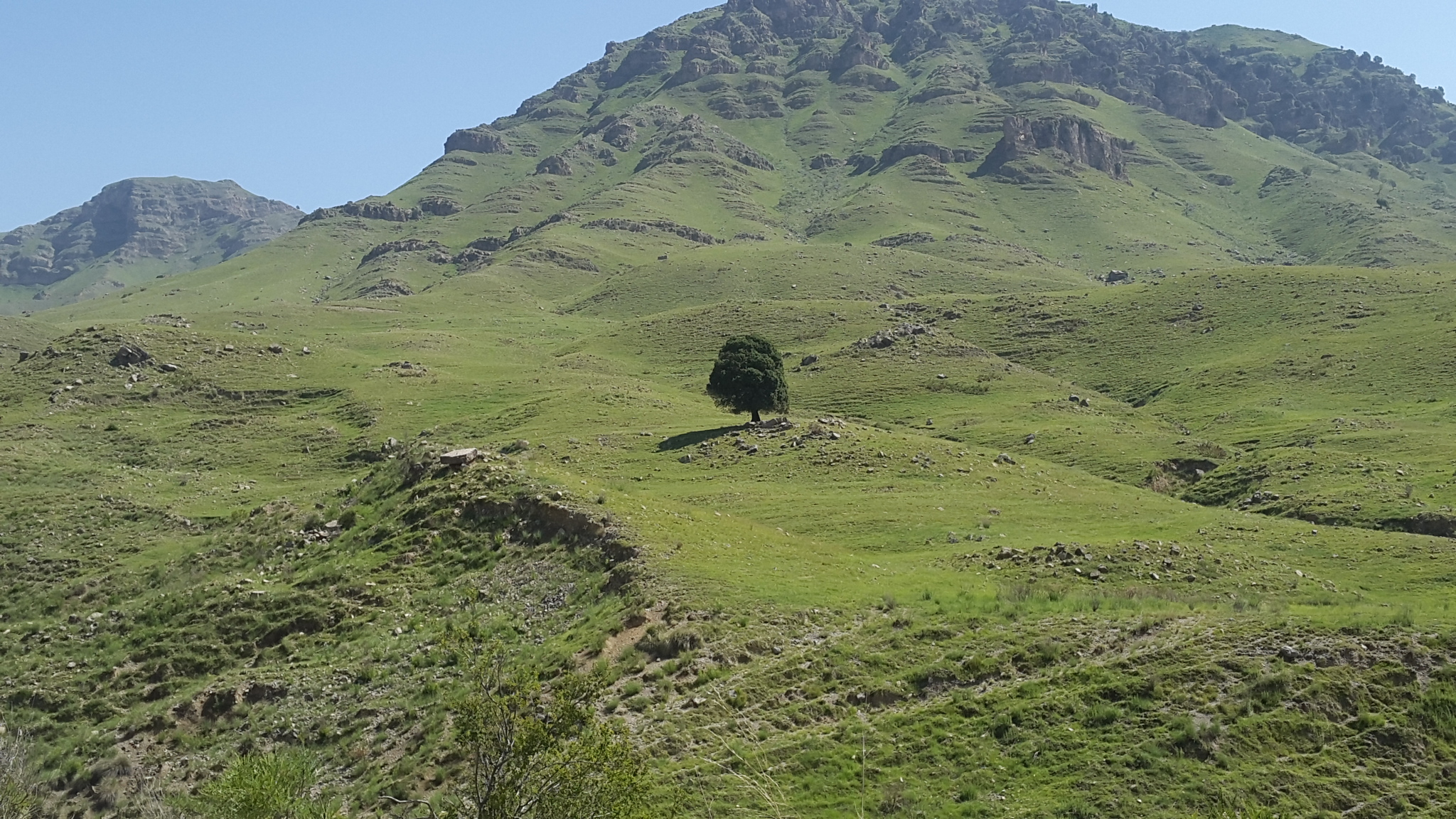
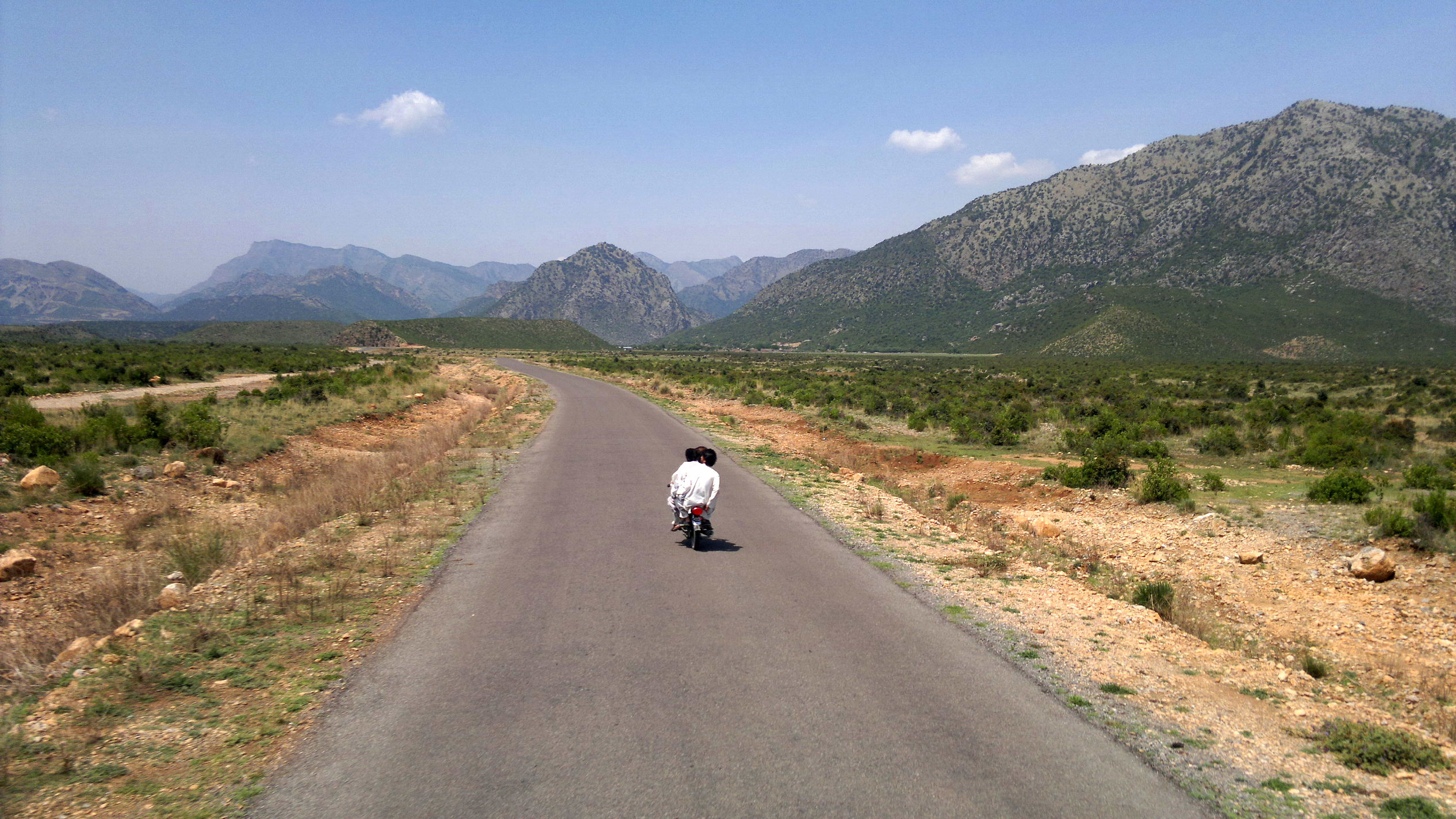
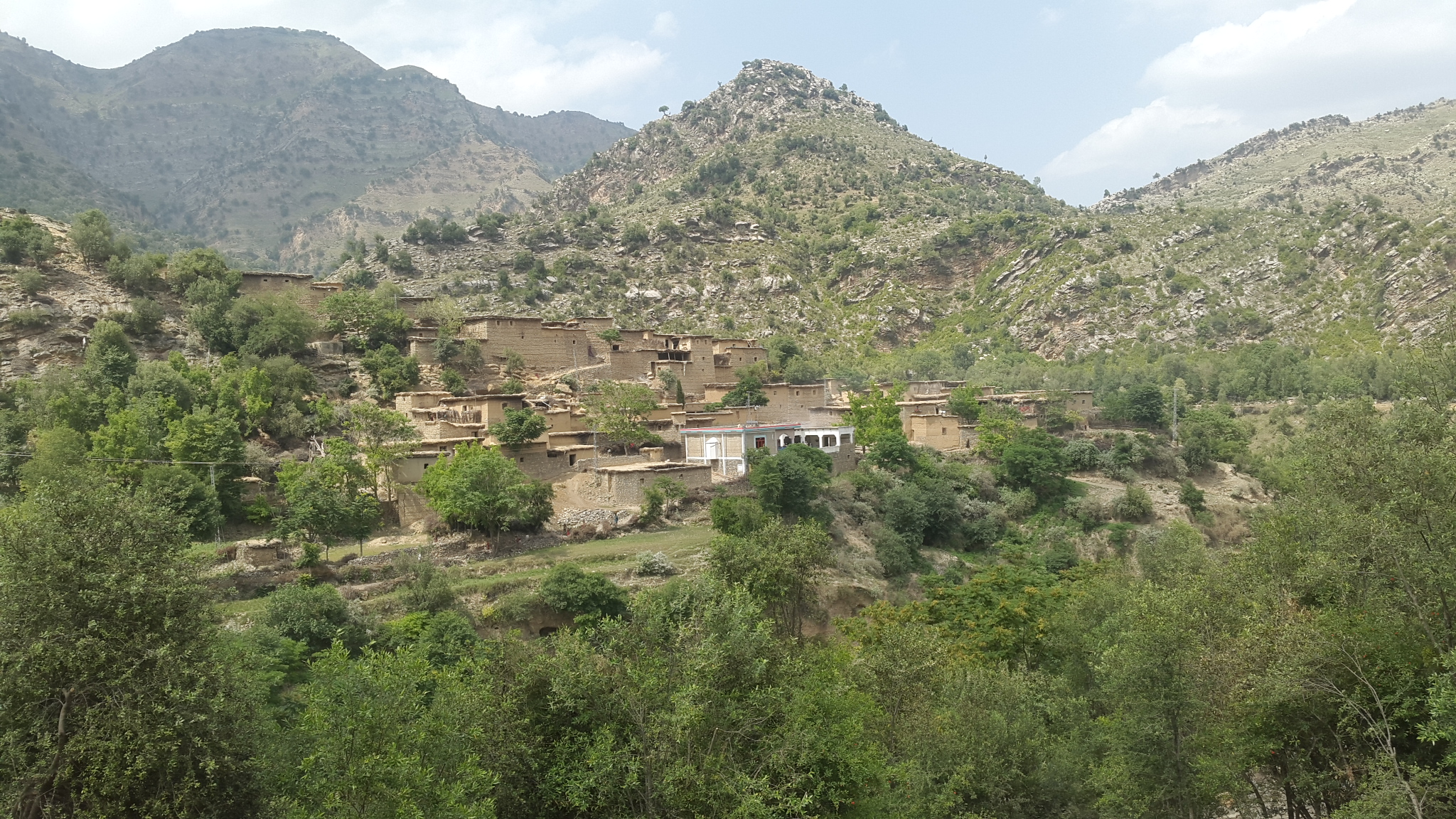
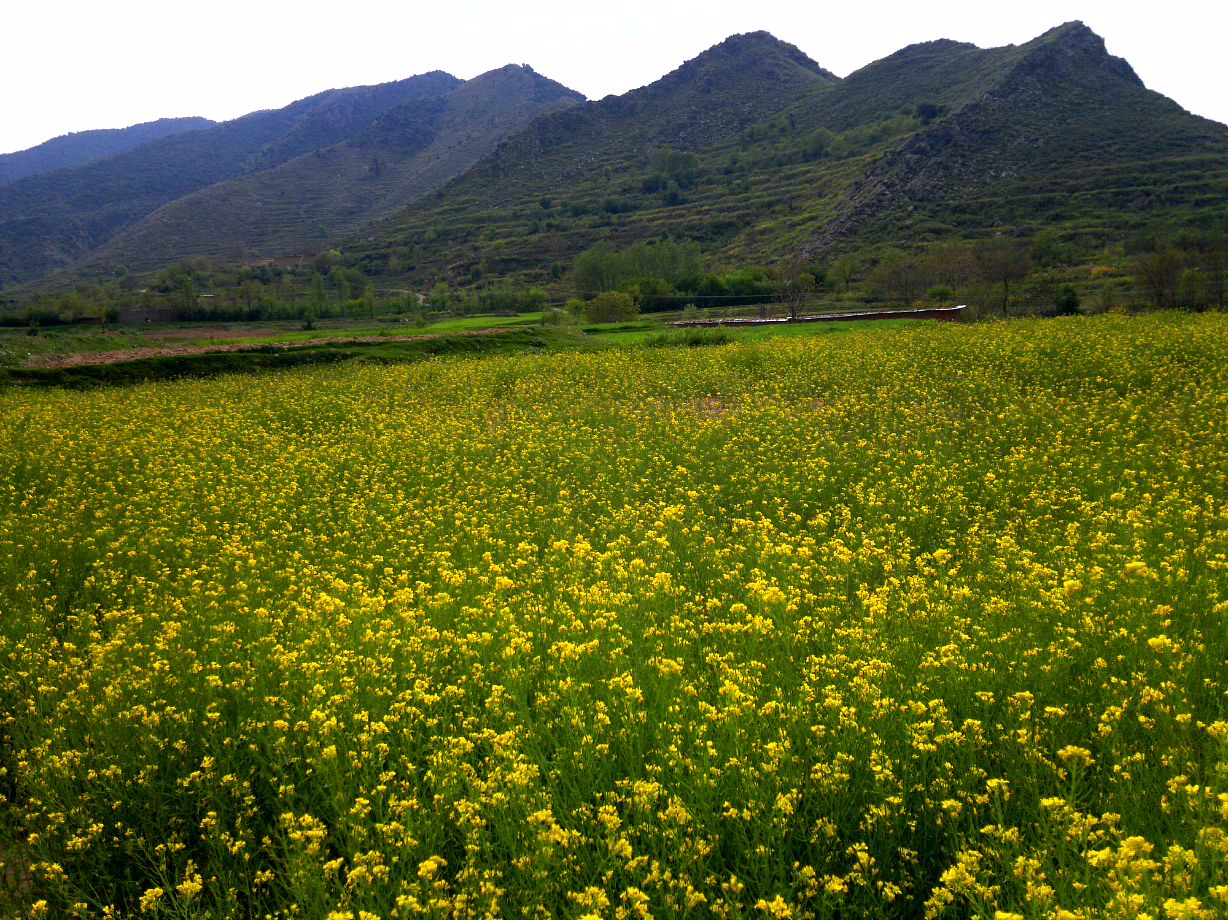